# Committed to Green
Committed to Green (tot 2007 Golf Environment Europe, GEE) is een Europese organisatie die zich sinds 1994 bezighoudt met natuurvriendelijk onderhoud van golfbanen.
Het hoofdkantoor is in Schotland.
Het onderhoudsprogramma is ontwikkeld om baanbeheerders bewust om te laten gaan met natuur en milieu. Als het programma wordt toegepast kan het certificaat Committed to Green worden aangevraagd.
De Committed to Green-organisatie is ontwikkeld met steun van de Europese Commissie en wordt ondersteund door de Europese PGA Tour, de Europese Federatie van Greenkeepers (FEGGA), de Italiaanse PGA, de Vlaamse Vereniging voor Golf, de Scottish Golf Environment Group, de Dansk Golf Union, de Svenska Golfförbundet en de Nederlandse Golf Federatie.

## Certificaat
Om het certificaat te krijgen, doorloopt een baanbeheerder drie fasen:
1. na de 'intentieverklaring' om het programma te volgen, krijgt de beheerder een 'Bewijs van Deelname'
2. in het natuur- en milieubeheerplan wordt vervolgens het beheerplan vastgelegd
3. een nationale audit-commissie komt controleren of de plannen worden toegepast